# روبرت هنري
روبرت هنري (بالإنجليزية: Robert Henri)‏ (1282-1348هـ/1865-1929م) هو مصور وأستاذ أمريكي للتصوير. ساعدت اتجاهاته في تعليم الفنون على الإقلاع عن الاتجاهات القديمة، وظهور أساليب واتجاهات جديدة ذات طابع أمريكي خاص. وهو أحد الثمانية الذين عاضدوا إقامة أول معرض، دون الاستعانة بلجان التحكيم التي كانت لها السلطة الأولى في ذلك الوقت. وقد عبر كثيراً عن الوجوه ذات الانطباع الانفعالي.

## روابط خارجية
- روبرت هنري على موقع الموسوعة البريطانية (الإنجليزية)
- روبرت هنري على موقع إن إن دي بي (الإنجليزية)